# Bellevue British Cemetery Briastre
Le cimetière « Bellevue British Cemetery Briastre » (nom venant de la ferme éponyme située à proximité) est un cimetière militaire de la Première Guerre mondiale situé sur le territoire de la commune de Briastre, Nord.

## Localisation
Ce cimetière est situé à la sortie nord-est du village, rue Jean-Jaurès, tout près de la D955.

## Historique
Occupé dès la fin août 1914 par les troupes allemandes, le village de Briastre est resté  loin des combats jusqu'au 11 octobre 1918 date à laquelle le village fut pris par les troupes néo-zélandaises et la 37e division britannique. Le 20, les soldats s'emparèrent de la ferme Bellevue et le cimetière a été créé à cette date pour inhumer les victimes des combats. En 1922, il a été agrandi lorsque 47 tombes ont été importées du cimetière provisoire situé dans le cimetière communal.

## Caractéristique
Ce cimetière britannique de Bellevue contient maintenant 141 sépultures de la Première Guerre mondiale, dont neuf non identifiées. Le cimetière a été conçu par WH Cowlishaw.

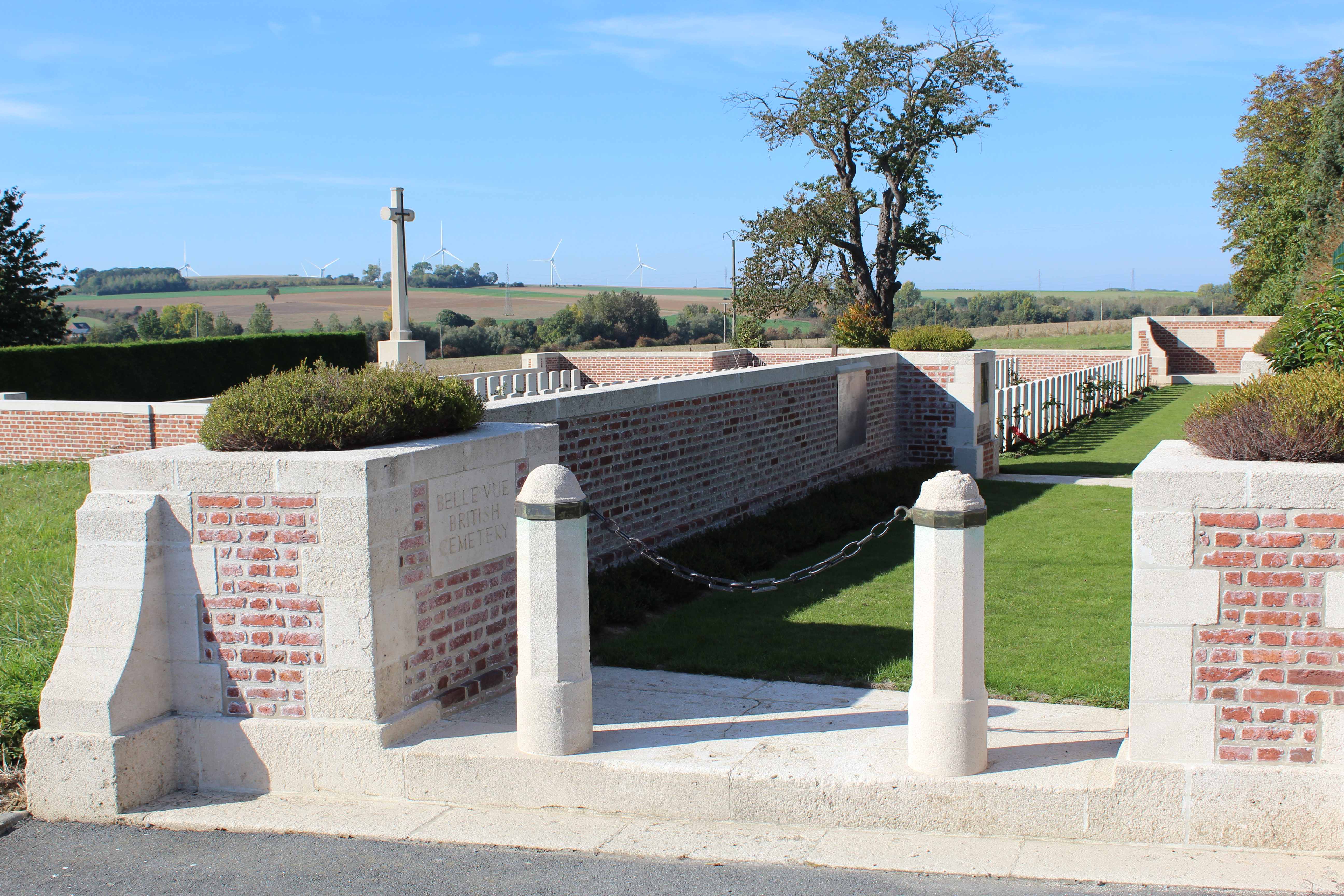
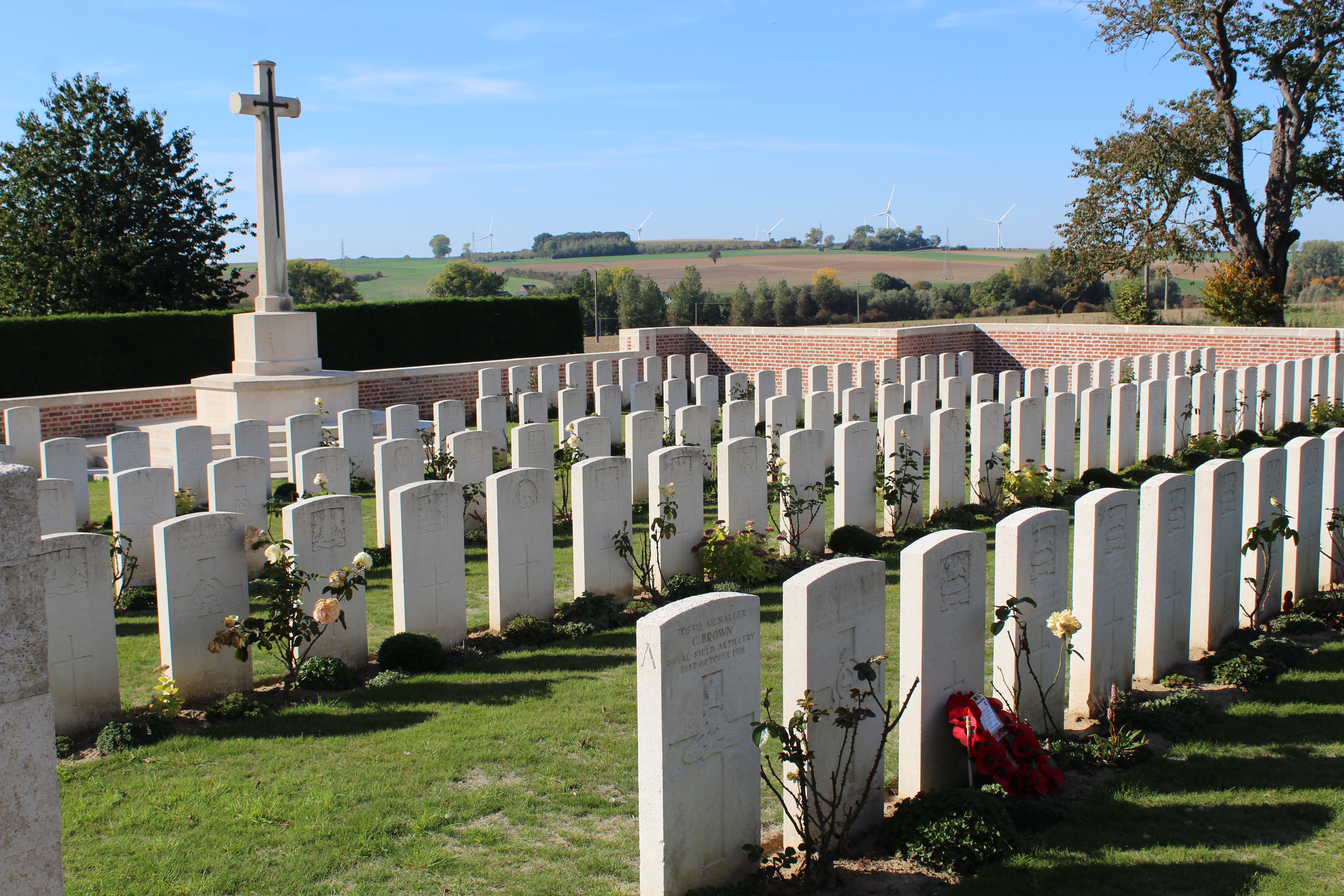
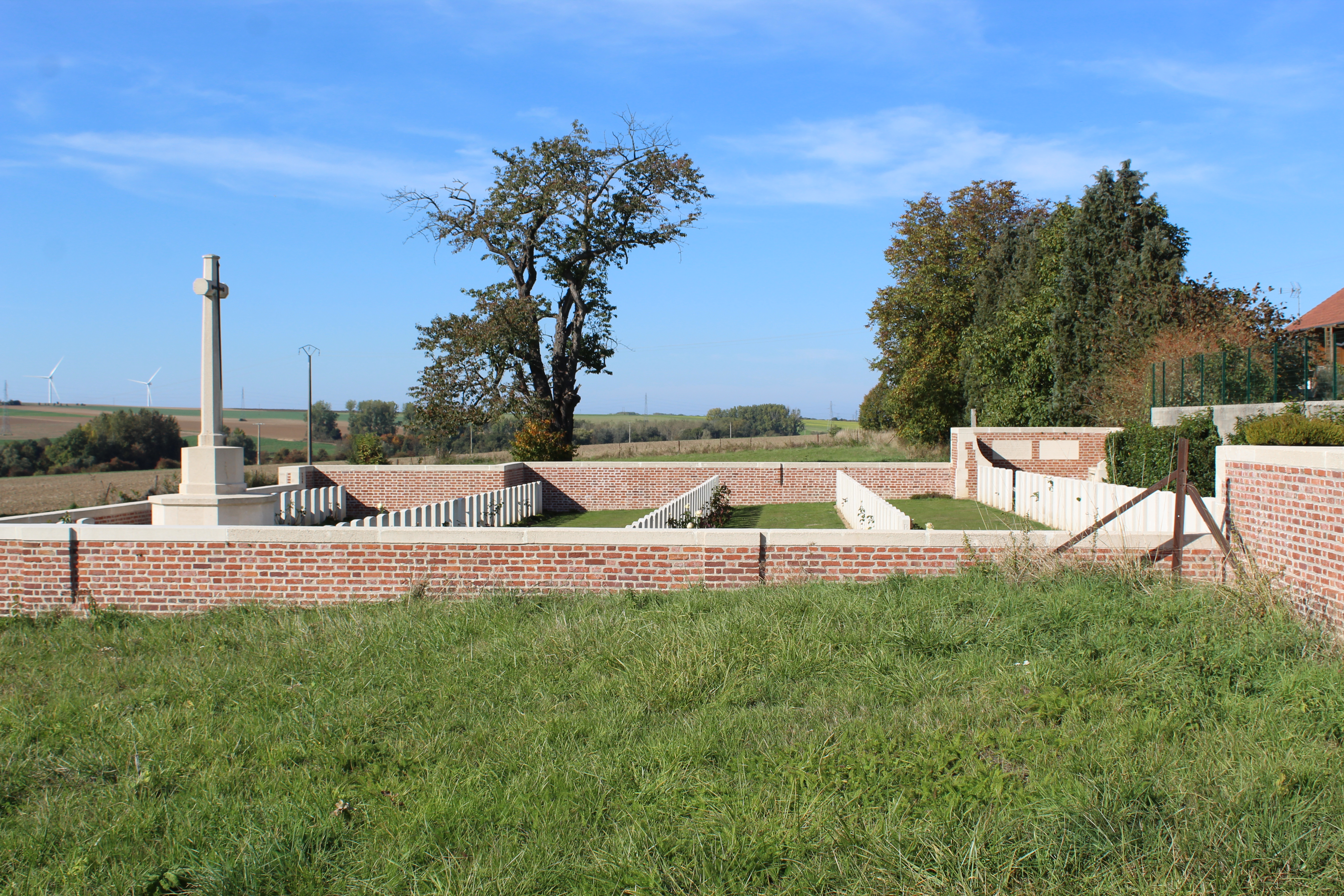
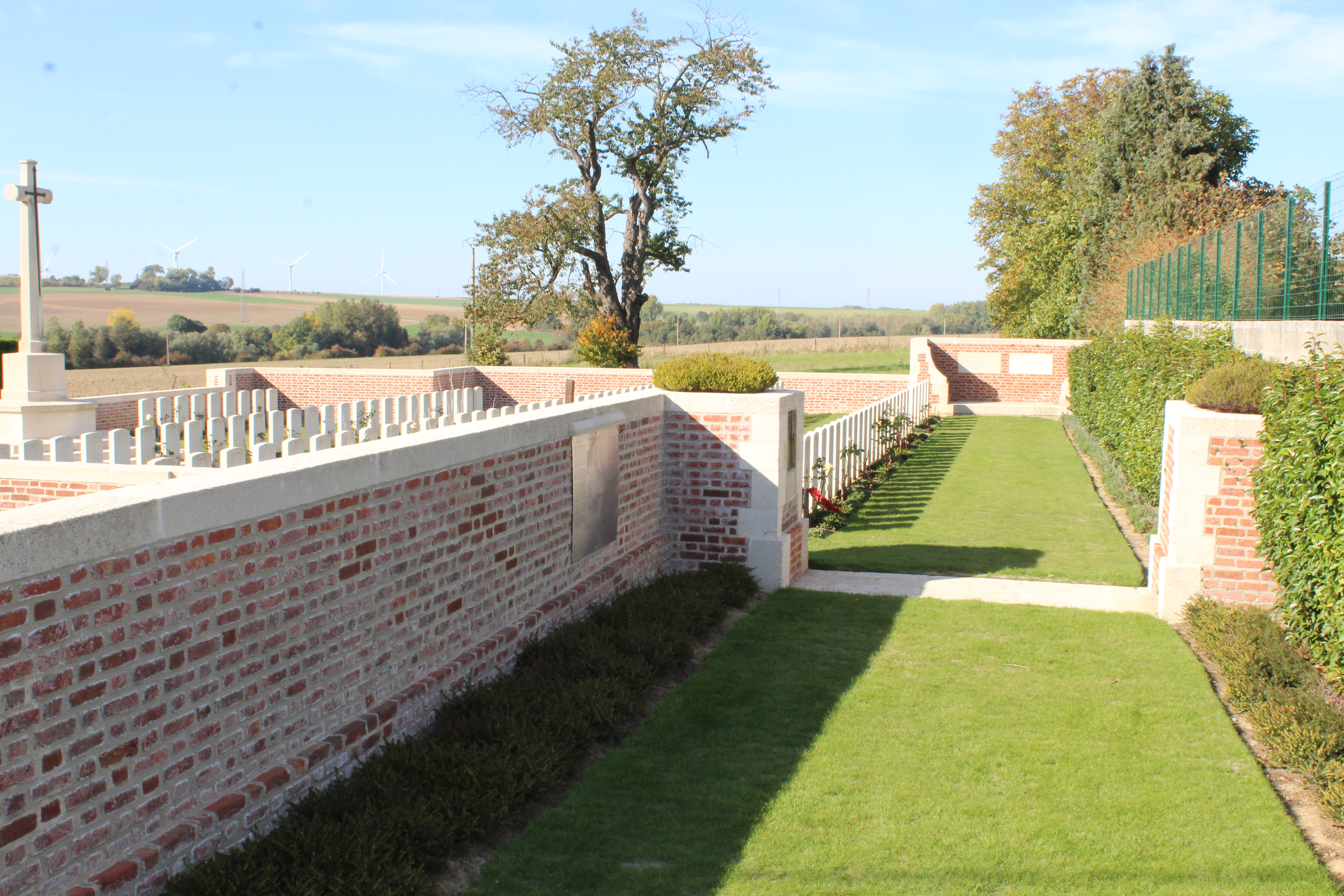

## Sépultures
| Pays             | Sépultures |
| ---------------- | ---------- |
| Royaume-Uni      | 134        |
| Nouvelle-Zélande | 7          |
| Total            | 141        |